# Screamer Radio

Screamer Radio je besplatni program za slušanje internetskog radija pod operacijskim sustavom Microsoft Windows. Podržava reprodukciju streama u više formata, AAC, MP3, Ogg Vorbis ili WMA, a može ih i snimiti u više formata za kasnije preslušavanje. Može primati ID3 tagove s poslužitelja internetskog radija. Te informacije može prikazati uz trenutačno izvođenu pjesmu, a prilikom snimanja se naslov i autor upisuju u ime datoteke (ako je u postavkama odabran takav način imenovanja).

## Osobine
Glavne osobine programa su:
- Nije potrebna instalacija, jednostavno se kopira na proizvoljno mjesto u računalu,
- Mali i jednostavan za upotrebu,
- Brojna podešavanja prema potrebama korisnika,
- Ima veliku bazu radijskih postaja,[3] a korisnik može napraviti svoj popis omiljenih postaja (dodavanje iz menija ili direktno uređenje XML datoteke),
- Buffer omogućava snimanje cijele pjesme, čak i ako se zakasni na početak,
- Može se snimati stream direktno ili sa sažimanjem uz pomoć LAME enkodera,
- Višejezička podrška, uključujući i hrvatski.

```
Primjer XML datoteke s omiljenim postajama (favorites.xml)

<?xml version="1.0" encoding="UTF-8" standalone="yes"?>
<Screamer version="Screamer Radio Favorites">
  <Station title="Radio 101" url="http://www.radio101.hr/">
    <Source>http://live.radio101.hr/listen.pls</Source>
  </Station>
  <Station title="Radio Maria Croatia" url="http://www.radiomarija.hr/">
    <Source>mms://streaming1.eu.radiomaria.org/croatia</Source>
  </Station>
</Screamer>

```

## Popularnost
Zbog svojih osobina, program je izuzetno popularan. Predstavljen je u mnogim PC časopisima, među ostalima u njemačkom PC Welt, švedskom Allt Om PC, te u hrvatskom BUG-u.

## Vanjske poveznice
- Službena stranica programa, www.Screamer-Radio.com
- Popis hrvatskih internetskih radijskih postaja, www.Screamer-Radio.com